# John Glen (filmrendező)
John Glen (Sunbury-on-Thames, 1932. május 15. –) brit filmrendező és vágó.
Leginkább a James Bond-filmek készítőjeként ismert: vágóként jegyzi az Őfelsége titkosszolgálatában (1969), A kém, aki szeretett engem (1977) és a Moonraker – Holdkelte (1979) című részeket. Az 1980-as években ő rendezte a Szigorúan bizalmas (1981), a Polipka (1983), a Halálvágta (1985), a Halálos rémületben (1987) és A magányos ügynök (1989) című folytatásokat. 
Glen összesen öt James Bond-filmet rendezett (hármat Roger Moore, kettőt pedig Timothy Dalton főszereplésével), mellyel a sorozat történetében filmrendezőként rekordernek számít.
Egyéb filmrendezései közt található a Vasmadarak 3. (1992) és a Kolumbusz, a felfedező (1992) – utóbbival Arany Málna díjra jelölték, mint legrosszabb rendező.

## Filmográfia

### Film
James Bond-film
| Év   | Magyar cím                   | Eredeti cím                         | Feladatkör | Feladatkör | Feladatkör        |
| Év   | Magyar cím                   | Eredeti cím                         | Rendező    | Vágó       | Akciórendező      |
| ---- | ---------------------------- | ----------------------------------- | ---------- | ---------- | ----------------- |
| 1969 |                              | Baby Love                           | Nem        | Igen       | Nem               |
| 1969 | Az olasz meló                | The Italian Job                     | Nem        | Nem        | Nincs feltüntetve |
| 1969 | Őfelsége titkosszolgálatában | On Her Majesty's Secret Service     | Nem        | Igen       | Igen              |
| 1971 | Murphy háborúja              | Murphy's War                        | Nem        | Igen       | Nincs feltüntetve |
| 1971 |                              | Catlow                              | Nem        | Nem        | Igen              |
| 1972 | Máltát látni és meghalni     | Pulp                                | Nem        | Igen       | Nem               |
| 1972 | Kiszolgáltatott célpont      | Sitting Target                      | Nem        | Igen       | Nem               |
| 1973 | Babaház                      | A Doll's House                      | Nem        | Igen       | Nem               |
| 1974 | Aranybánya                   | Gold                                | Nem        | Igen       | Igen              |
| 1974 | Holtbiztos tipp              | Dead Cert                           | Nem        | Igen       | Nem               |
| 1975 | Neveletlenek                 | Conduct Unbecoming                  | Nem        | Igen       | Nem               |
| 1976 | Kiálts az ördögre            | Shout at the Devil                  | Nem        | Igen       | Nem               |
| 1977 | A kém, aki szeretett engem   | The Spy Who Loved Me                | Nem        | Igen       | Igen              |
| 1977 | Hét éjszaka Japánban         | Seven Nights in Japan               | Nem        | Igen       | Nem               |
| 1978 | Vadlibák                     | The Wild Geese                      | Nem        | Igen       | Igen              |
| 1978 | Superman                     | Superman                            | Nem        | Nem        | Igen              |
| 1979 | Moonraker – Holdkelte        | Moonraker                           | Nem        | Igen       | Igen              |
| 1980 | Tengeri farkasok             | The Sea Wolves                      | Nem        | Igen       | Nem               |
| 1981 | Szigorúan bizalmas           | For Your Eyes Only                  | Igen       | Nem        | Nem               |
| 1983 | Polipka                      | Octopussy                           | Igen       | Nem        | Nem               |
| 1985 | Halálvágta                   | A View to a Kill                    | Igen       | Nem        | Nem               |
| 1987 | Halálos rémületben           | The Living Daylights                | Igen       | Nem        | Nem               |
| 1989 | A magányos ügynök            | Licence to Kill                     | Igen       | Nem        | Nem               |
| 1992 | Vasmadarak 3.                | Aces: Iron Eagle III                | Igen       | Nem        | Nem               |
| 1992 | Kolumbusz, a felfedező       | Christopher Columbus: The Discovery | Igen       | Nem        | Nem               |
| 2001 | Bérgyilkos ösztön            | The Point Men                       | Igen       | Nem        | Nem               |

### Televízió
| Év        | Eredeti cím           | Megjegyzések                                                     |
| --------- | --------------------- | ---------------------------------------------------------------- |
| 1962      | Man of the World      | vágó (1 epizód)                                                  |
| 1963      | The Sentimental Agent | - vágó (6 epizód) - akciórendező (1 epizód)                      |
| 1964–1967 | Danger Man            | vágó (20 epizód)                                                 |
| 1967–1968 | Man in a Suitcase     | - vágó (9 epizód) - akciórendező (9 epizód) - rendező (1 epizód) |
| 1968      | Koroshi               | tévéfilm (vágó)                                                  |
| 1990      | Checkered Flag        | tévéfilm (vágó)                                                  |
| 1994–1995 | Space Precinct        | rendező (8 epizód)                                               |

## Fordítás
- Ez a szócikk részben vagy egészben  a   John Glen (director) című angol Wikipédia-szócikk fordításán alapul.  Az eredeti cikk szerkesztőit annak laptörténete sorolja fel. Ez a jelzés csupán a megfogalmazás eredetét és a szerzői jogokat jelzi, nem szolgál a cikkben szereplő információk forrásmegjelöléseként.